# جون-باول بيتمان
جون-باول بيتمان (بالإنجليزية: Jon-Paul Pittman)‏ هو لاعب كرة قدم أمريكي في مركز الهجوم، ولد في 24 أكتوبر 1986 في أوكلاهوما سيتي في الولايات المتحدة. شارك مع منتخب إنجلترا لكرة القدم C ‏. أما مع النوادي، فقد لعب مع أستون فيلا وأكسفورد يونايتد وغريمسبي تاون ونادي بوري ونادي توركي يونايتد ونادي دونكاستر روفرز ونادي كرولي تاون ونادي هارتلبول يونايتد وويكمب وندررز ونوتينغهام فورست.

## وصلات خارجية
- جون-باول بيتمان على موقع قاعدة بيانات كرة القدم.إي يو (الإنجليزية)
- جون-باول بيتمان على موقع Soccerbase.com (لاعب) (الإنجليزية)
- جون-باول بيتمان على موقع Soccerway.com (الإنجليزية)